# Canton de Moulins-Sud
Le canton de Moulins-Sud est une ancienne division administrative française située dans le département de l'Allier et la région Auvergne.

## Géographie
Le périmètre du canton, d'après le décret du 23 juillet 1973, était délimité par :
- les communes de Bressolles et de Toulon-sur-Allier ;
- « la portion de territoire de la ville de Moulins déterminée du Nord au Sud par les voies ci-après : rue de Decize (numéros pairs et impairs), rue des Potiers (du numéro 1 au numéro 31 et du numéro 2 au numéro 38), cours Jean-Jaurès (du numéro 22 au numéro 52 et du numéro 23 au numéro 39), rue d'Allier (numéros pairs et impairs), place d'Allier (numéros pairs et impairs), rue Blaise-Pascal (numéros pairs et impairs), place Garibaldi (numéros pairs et impairs), rue Jean-Bart (numéros pairs), pont Régemortes et rive gauche de l'Allier (en amont jusqu'aux limites de la ville de Moulins) ».

Un décret rectificatif du 18 août 1973 modifie le canton en affectant la portion précitée de territoire de la ville de Moulins à l'autre canton.

## Histoire
Le canton a été créé par le décret du 23 juillet 1973 en remplacement de l'ancien canton.
À la suite du redécoupage des cantons du département de l'Allier, ce canton est supprimé pour les élections départementales de mars 2015.

## Représentation

### Conseillers généraux de l'ancien canton deMoulins-Est(1833 à 1973)
| Période         | Période          | Identité                                | Étiquette                            | Qualité |
| --------------- | ---------------- | --------------------------------------- | ------------------------------------ | --- |
| 1833            | 1838 (démission) | Baron Gérard de Champflour (1777-1857)  | Majorité ministérielle               | Propriétaire - Député (1824-1827) Maire de Moulins (1816-1829 et 1830)                                         |
| 1838            | 1845             | Chevalier François Charrier (1780-1859) |                                      | Ancien Sous-Préfet Ancien Auditeur au Conseil d'Etat Maire de Moulins (1838-1840) Président du Conseil Général |
| 1845            | 1848             | Guillaume Grandpré                      |                                      | Banquier Président du Tribunal de commerce de Moulins                                                          |
| 1848            | 1852             | Gilbert Donjan-Bernachez (1793-1873)    |                                      | Propriétaire                                                                                                   |
| 1852            | 1864 (démission) | Pierre Michel (1785-1865)               |                                      | Ancien banquier Juge au Tribunal de commerce, ancien maire de Moulins                                          |
| 1865            | 1868 (décès)     | Pierre Martin Dupoyet                   |                                      | Avocat, avoué - Maire de Moulins                                                                               |
| 1868            | 1871             | François-Hippolyte Delageneste          |                                      | Banquier - Maire de Moulins                                                                                    |
| 1871            | 1879 (démission) | Félix Datas                             | Extrême gauche (Républicain Radical) | Ancien sous-intendant militaire à Moulins Député (1878-1884)                                                   |
| 1879            | 1883             | Pierre Meige (1833-1891)                | Républicain                          | Docteur en médecine Adjoint au Maire de Moulins                                                                |
| 1883            | 1895             | Paul Corne                              | Conservateur                         | Agriculteur - Maire d'Yzeure                                                                                   |
| 1895            | 1909 (décès)     | Henri Péronneau                         | Rad.                                 | Avoué - Maire de Moulins (1888-1898) Député (1898-1909)                                                        |
| 1909            | 1919             | René Boudet                             | SFIO                                 | Relieur à Moulins                                                                                              |
| 1919            | 1925             | Gaston Vidal                            | PRS                                  | Instituteur Député (1919-1924) Sous-secrétaire d'Etat (1921-1924)                                              |
| 1925            | 1931             | René Boudet                             | SFIO                                 | Relieur Maire de Moulins (1925-1944) Député (1924-1942)                                                        |
| 1931            | 1938 (décès)     | Joseph Baudron                          | Rad.                                 | Maire d'Yzeure (1920-1938), conseiller d'arrondissement                                                        |
| 1939            | 1940             | Robert Perraut                          | Rad.                                 | Professeur de lycée, adjoint au maire de Moulins                                                               |
|                 |                  |                                         |                                      | |
| 1945            | 1955 (décès)     | Claude Dussour (1889-1955)              | Rad.                                 | Directeur honoraire de la Caisse régionale du Crédit Agricole Maire d'Yzeure (1938-1955)                       |
| 10 juillet 1955 | 1970             | Paul Maridet                            | DVD puis UNR                         | Médecin - Député (1958-1962) Maire d'Yzeure (1955-1971)                                                        |
| 1970            | 1973             | Hector Rolland                          | UDR                                  | Député-Maire de Moulins                                                                                        |

### Conseillers d'arrondissement de Moulins-Est (de 1833 à 1940)
| Période                                  | Période      | Identité                  | Étiquette   | Qualité |
| ---------------------------------------- | ------------ | ------------------------- | ----------- | --- |
| 1833                                     | 1848         | Joseph Meilheurat         |             | Notaire à Moulins                                                                                           |
|                                          |              |                           |             | |
| av.1880                                  | 1904         | Louis Masson              | Républicain | Propriétaire agriculteur, maire de Gennetines                                                               |
| 1904                                     | 1910         | Eugène Alaguillaume       | Radical     | Maire de Gennetines                                                                                         |
| 1910                                     | 1919 (décès) | Victor Vidard (1861-1919) | Radical     | Marchand de charbon, conseiller municipal de Moulins                                                        |
| 1919                                     | 1931         | Joseph Baudron            | Radical     | Maire d'Yzeure (1920-1938), Président du Conseil d'arrondissement                                           |
| 22 nov. 1931                             | 1940         | Joseph Pénard (1880-1959) | Radical     | Médecin à Moulins, chef de clinique                                                                         |
| 1940                                     |              |                           |             | Les conseils d'arrondissement ont été suspendus par la loi du 12 octobre 1940 et n'ont jamais été réactivés |
| Les données manquantes sont à compléter. |              |                           |             | |

Sources : Archives départementales de l'Allier, rubrique "Presse" - https://archives.allier.fr/archives-en-ligne/presse?arko_default_63e27309704a6--ficheFocus=

### Conseillers généraux de Moulins-Sud (1973 à 2015)
| Période | Période          | Identité                 | Étiquette    | Qualité                                                                             |
| ------- | ---------------- | ------------------------ | ------------ | ----------------------------------------------------------------------------------- |
| 1973    | 1982             | Hector Rolland           | UDR puis RPR | Député (1968-1981 et 1986-1988) Maire de Moulins (1971-1989)                        |
| 1982    | 1992 (démission) | Jean-Paul Martin         | RPR          | Pharmacien Adjoint au Maire de Moulins                                              |
| 1992    | 1994             | Paul Chauvat (1923-1997) | DVD          | Chef d'entreprise retraité - Maire de Moulins (1989-1995)                           |
| 1994    | 2001             | Jean-Claude Mairal       | PCF          | Enseignant Conseiller municipal de Moulins Président du Conseil Général (1998-2001) |
| 2001    | 2008             | Christian Béligon        | URB-DVD      | Médecin hospitalier généraliste à Moulins                                           |
| 2008    | 2015             | Nicole Tabutin           | URB-DVD      | Assistante sociale Adjointe au Maire de Moulins                                     |

## Composition

### Ancien canton de Moulins-Est
Il était composé des communes suivantes :
- Moulins (en partie)
- Bressolles
- Gennetines
- Saint-Ennemond
- Toulon-sur-Allier
- Yzeure

### Canton de Moulins-Sud
Le canton de Moulins-Sud se composait d’une fraction de la commune de Moulins et de deux autres communes. Il comptait 13 021 habitants (population municipale) au 1er janvier 2012.
| Nom                 | Code Insee | Intercommunalité      | Population (dernière pop. légale)               |
| ------------------- | ---------- | --------------------- | ----------------------------------------------- |
| Moulins (chef-lieu) | 03190      | CA Moulins Communauté | Fraction : 10 855(2012) Commune : 19 762 (2014) |
| Bressolles          | 03040      | CA Moulins Communauté | 1 062 (2014)                                    |
| Toulon-sur-Allier   | 03286      | CA Moulins Communauté | 1 134 (2014)                                    |

Après les élections départementales de 2015 :
- Bressolles rejoint le canton de Souvigny ;
- Toulon-sur-Allier rejoint le canton de Moulins-2.

## Démographie
| 1975 | 1982 | 1990   | 1999   | 2006   | 2011   | 2012   |
| ---- | ---- | ------ | ------ | ------ | ------ | ------ |
| -    | -    | 16 053 | 15 280 | 14 685 | 13 033 | 13 021 |